# Прогулка под солнцем
«Прогулка под солнцем»  (англ. A Walk in the Sun) — американский военный фильм 1945 года, снятый режиссёром Льюисом Майлстоуном, основанный на одноимённом романе Генри Брауна. 
В 2016 году внесён в Национальный реестр фильмов библиотекой Конгресса.

## Сюжет
1943 год. Высадка в Италии. Головной взвод 36-й пехотной дивизии армии США высаживается на берег неподалёку от Салерно. Не встретив немецкого сопротивления, взвод закрепляется на берегу и ожидает дальнейших распоряжений. В результате атаки вражеской авиации подразделение несёт потери и вынуждено укрыться в небольшом лесу. Оставшись без лейтенанта и двух сержантов, взвод разделяется на три группы и направляется для выполнения основной задачи — подрыва стратегически важного моста, находящегося рядом с фермой, через который немцы планировали переправлять технику против союзников. На пути к ферме потери взвода увеличиваются после того, как они подвергаются очередной авиационной атаке противника. Уничтожив небольшую колонну немецкой бронетехники на просёлочной дороге, взвод достигает места назначения и подрывает мост, захватывая при этом хорошо укреплённый фермерский дом, с которого немцы контролировали подходы к сооружению.

## В ролях
- Дэна Эндрюс — сержант Билл Тайн
- Ричард Конте — рядовой Ривера
- Джордж Тайн — рядовой Джейк Фридман
- Джон Айрленд — рядовой Уинди Крейвен
- Ллойд Бриджес — сержант Уорд
- Стерлинг Холлоуэй — рядовой Макуильямс
- Норман Ллойд — рядовой Джек Арчимбо
- Роберт Гадли — сержант Эдди Портер
- Ричард Бенедикт — рядовой Транелла
- Хантц Холл — рядовой Каррауэй
- Джеймс Кардуэлл — сержант Хоскинс
- Джордж Офферман мл. — рядовой Тинкер
- Стив Броуди — рядовой Джадсон
- Мэтт Уиллис — сержант Пит Халверсон
- Крис Дрейк — рядовой Тим Рэнкин
- Элвин Хаммер — рядовой Джонсон
- Виктор Катлер — рядовой Казинс
- Джей Норрис — рядовой Джеймс
- Джон Келлогг — рядовой Риддл

В титрах не указаны
- Бёрджесс Мередит — рассказчик
- Дэнни Десмонд — рядовой Траскер
- Роберт Хортон — рядовой Джо Джейк
- Тони Данте — Джорджо
- Роберт Лоуэлл — лейтенант Рэнд

## Съёмочная группа
- Режиссёр: Льюис Майлстоун
- Продюсеры: Льюис Майлстоун, Сэмюэл Бронстон (нет в титрах)
- Сценарист: Роберт Россен
- Оператор: Рассел Харлан
- Композитор: Фрид Рич

## Награды и номинации
- Национальный совет кинокритиков США — награда (1946)
- BAFTA — номинация (1952)
- Национальный совет по сохранению фильмов[англ.] — награда (2016)[3]